# Coppa Svizzera 2023-2024
La Coppa Svizzera 2023-2024, nota come Helvetia Coppa Svizzera 2023-2024 per motivi di sponsorizzazione, è stata la 99ª edizione della manifestazione calcistica. È iniziata il 18 agosto 2023 ed è terminata il 2 giugno 2024.
Lo Young Boys era la squadra campione in carica. La coppa è stata vinta dal Servette per l'ottava volta nella sua storia, dopo aver battuto in finale il Lugano.

## Formula
Si qualificano le 22 squadre facenti parte della Swiss Football League (ovvero di Super League e Challenge League, escluso il Vaduz in quanto partecipa alla Coppa del Liechtenstein), 20 della Prima Lega (tra Promotion League e 1a Lega), 22 dalla Lega Amatori (Seconda Lega interregionale e campionati regionali) e la squadra vincitrice del SUVA Fair Play Trophy. Le squadre si affrontano in sei turni di sola andata, in cui la squadra di lega inferiore ha il diritto di giocare in casa.
La compagine vincitrice si qualifica per il terzo turno preliminare di UEFA Europa Conference League.

## Squadre partecipanti
| Super League | Challenge League                                                                                | Promotion League                                                                            | 1. Lega | 2. Lega interregionale                                                               | 2. Lega | 3. Lega                                          |
| - Basilea - Grasshoppers - Losanna - Lucerna - Lugano - San Gallo - Servette - Stade Lausanne-Ouchy - Winterthur - Young Boys - Yverdon - Zurigo | - Aarau - Baden - Bellinzona - Neuchâtel Xamax - Sciaffusa - Sion - Stade Nyonnais - Thun - Wil | - Breitenrain - Brühl - Bulle - Cham - Delémont - Étoile Carouge - Kriens - Rapperswil-Jona | - Black Stars Basilea - Grand-Saconnex - Courtételle - Dietikon - La Chaux-de-Fonds - Mendrisio - Tuggen - Wettswil-Bonstetten - Meyrin - Höngg - Vevey - Taverne | - Ajoie-Monterri - Bosporus - Collina d'Oro - Red Star Zurigo - Lancy - SV Sciaffusa | - Malcantone - Buchs - Genolier-Begnins - Greifensee - Haute Gruyère - Iliria - Onex - Porrentruy - Saint-Blaise - Savièse - Schönenwerd-Niedergösgen - Winkeln | - Kleinhüningen - Frutigen - Affoltern - Gunzwil |

## Date
| Turno                   | Data                 |
| ----------------------- | -------------------- |
| Trentaduesimi di finale | 18-20 agosto 2023    |
| Sedicesimi di finale    | 15-17 settembre 2023 |
| Ottavi di finale        | 7-8 novembre 2023    |
| Quarti di finale        | 7-9 febbraio 2024    |
| Semifinali              | 18-20 aprile 2024    |
| Finale                  | 2 giugno 2024        |

## Calendario

### Trentaduesimi di finale
I club di Super League e Challenge League sono teste di serie, pertanto non si possono affrontare direttamente. La squadra di lega inferiore ha il diritto di giocare in casa. Il sorteggio è stato effettuato il 3 luglio 2023.
| Squadra 1                | Risultato   | Squadra 2            |
| ------------------------ | ----------- | -------------------- |
| 18 agosto 2023           |             |                      |
| Breitenrain              | 0 - 5       | Young Boys           |
| Ajoie-Monterri           | 0 - 3       | Delémont             |
| Étoile Carouge           | 1 - 3       | Sion                 |
| Lancy                    | 2 - 1       | Stade Nyonnais       |
| Genolier-Begnins         | 0 - 1 (dts) | Onex                 |
| 19 agosto 2023           |             |                      |
| Grand-Saconnex           | 0 - 4       | Stade Lausanne-Ouchy |
| Buchs                    | 0 - 4       | Bellinzona           |
| Wettswil-Bonstetten      | 0 - 2       | Winterthur           |
| Affoltern                | 0 - 4       | Baden                |
| Höngg                    | 1 - 3       | Rapperswil-Jona      |
| Haute-Gruyère            | 0 - 9       | Yverdon              |
| Dietikon                 | 0 - 1       | Aarau                |
| Courtételle              | 0 - 2       | Black Stars Basilea  |
| Schönenwerd-Niedergösgen | 0 - 2       | Greifensee           |
| Malcantone               | 1 - 2       | Tuggen               |
| Meyrin                   | 0 - 8       | Servette             |
| Gunzwil                  | 0 - 7       | Lugano               |
| Frutigen                 | 0 - 5       | Thun                 |
| Porrentruy               | 0 - 2       | Bosporus             |
| Mendrisio                | 1 - 3       | Kriens               |
| Red Star Zurigo          | 0 - 2       | Zurigo               |
| Taverne                  | 0 - 3       | Brühl                |
| Vevey Sports             | 0 - 3       | Losanna              |
| Iliria                   | 0 - 2       | La Chaux-de-Fonds    |
| 20 agosto 2023           |             |                      |
| Cham                     | 1 - 3       | Sciaffusa            |
| Savièse                  | 0 - 5       | Bulle                |
| Winkeln                  | 0 - 6       | Lucerna              |
| Saint-Blaise             | 1 - 8       | Basilea              |
| Widnau                   | 1 - 2       | San Gallo            |
| Kleinhüningen            | 0 - 8       | Neuchâtel Xamax      |
| SV Sciaffusa             | 0 - 4       | Grasshoppers         |
| Collina d'Oro            | 0 - 4       | Wil                  |

### Sedicesimi di finale
Il sorteggio è stato effettuato il 20 agosto 2023.
| Squadra 1           | Risultato       | Squadra 2            |
| ------------------- | --------------- | -------------------- |
| 15 settembre 2023   |                 |                      |
| Wil                 | 1 - 1 (3-4 dtr) | Stade Lausanne-Ouchy |
| Neuchâtel Xamax     | 0 - 1           | Young Boys           |
| Sion                | 3 - 0           | Grasshoppers         |
| 16 settembre 2023   |                 |                      |
| Lancy               | 0 - 3           | Lugano               |
| Rapperswil-Jona     | 1 - 0           | Yverdon              |
| Black Stars Basilea | 4 - 1           | La Chaux-de-Fonds    |
| Kriens              | 4 - 0           | Baden                |
| Thun                | 1 - 3 (dts)     | Lucerna              |
| Bulle               | 1 - 4           | Servette             |
| Bosporus            | 0 - 8           | Basilea              |
| Greifensee          | 1 - 2           | Onex                 |
| 17 settembre 2023   |                 |                      |
| Delémont            | 2 - 1           | San Gallo            |
| Brühl               | 0 - 4           | Losanna              |
| Aarau               | 1 - 2           | Winterthur           |
| Tuggen              | 0 - 3           | Zurigo               |
| Bellinzona          | 3 - 1 (dts)     | Sciaffusa            |

### Ottavi di finale
Il sorteggio è stato effettuato il 17 settembre 2023.
| Squadra 1           | Risultato       | Squadra 2            |
| ------------------- | --------------- | -------------------- |
| 31 ottobre 2023     |                 |                      |
| Bellinzona          | 0 - 1 (dts)     | Zurigo               |
| Onex                | 1 - 6           | Sion                 |
| 1º novembre 2023    |                 |                      |
| Rapperswil-Jona     | 0 - 2           | Young Boys           |
| Servette            | 1 - 1 (4-1 dtr) | Stade Lausanne-Ouchy |
| Black Stars Basilea | 2 - 6           | Winterthur           |
| Kriens              | 0 - 1           | Basilea              |
| Delémont            | 1 - 0           | Lucerna              |
| Losanna             | 0 - 4           | Lugano               |

### Quarti di finale
Il sorteggio è stato effettuato il 1º novembre 2023.
| Squadra 1        | Risultato       | Squadra 2  |
| ---------------- | --------------- | ---------- |
| 28 febbraio 2024 |                 |            |
| Zurigo           | 0 - 2           | Winterthur |
| Delémont         | 0 - 2           | Servette   |
| Basilea          | 2 - 2 (3-4 dtr) | Lugano     |
| 29 febbraio 2024 |                 |            |
| Sion             | 2 - 1           | Young Boys |

### Semifinali
Il sorteggio è stato effettuato il 29 febbraio 2024.
| Squadra 1      | Risultato | Squadra 2 |
| -------------- | --------- | --------- |
| 27 aprile 2024 |           |           |
| Sion           | 0 - 2     | Lugano    |
| 28 aprile 2024 |           |           |
| Winterthur     | 0 - 1     | Servette  |

### Finale
| Arbitro: | Alessandro Dudic |

|                                                                                                  |                      |                                                                                          |
| Stevanović Severin Nishimura Rouiller Bolla Tsunemoto Douline Mazikou Ondoua Magnin Mall Severin | Tiri di rigore 9 – 8 | Mai Grgić Aliseda Mahou Sabbatini Steffen Valenzuela Doumbia Cimignani Hajdari Saipi Mai |